# El Cambio (sitio arqueológico)
El Cambio es un sitio arqueológico perteneciente a la cultura maya de la época precolombina. Está ubicado en la jurisdicción de San Juan Opico, en el denominado Valle de Zapotitán, a unos 2 kilómetros al sur de Joya de Cerén, en el occidente de El Salvador.
Fue habitado durante el período preclásico tardío y deshabitado en el 250 d. C. por la erupción del volcán Lago de Ilopango. Fue rehabitado en el 650 d. C., siendo entonces tributario de San Andrés hasta ser deshabitado definitivamente hacia el año 900.

## Estructuras
El sitio arqueológico cuenta con cinco montículos entre los cuales está una pirámide o estructura 1 que mide de 12 metros de altura está estructura está construida sobre una gran plataforma ceremonial; la estructura 2 tiene una altura 3 metros, la estructura 3 una altura de 2 metros, la estructura 4 cuenta con 0.8 metros de altura y la estructura 5 con 0.5 metros de altura, pueden existir otras estrucras menores. Todas está estructuras están rodeadas de una amplia zona residencial.

## Patrimonio arqueológico destruido
El sitio y los vestigios mayas en él contenidos han sido parcialmente destruidos por un proceso de urbanización de zonas aledañas. Hubo esfuerzos infructuosos para evitar que tal destrucción ocurriera.